# سجن الجلمة
سجن الجلمة هو سجن قديم أسس على زمن الانتداب البريطاني وقد استلمه الاحتلال الإسرائيلي عند احتلال شمالي البلاد، وهو يشغل كسجن في عهد الاحتلال حتى يومنا هذا.
يقع في شمالي البلاد على يسار شارع رئيسي يربط بين المنصورة (التي تعود ملكية أغلب أراضيها إلى أهالي عسفيا ودالية الكرمل) ويؤدي إلى مدينة حيفا ، وحسب المعلومات فهو موجود على أراضي المنصورة .
وهو موجود على بعد 10 كيلو متر من مدينة حيفا، في أسفل جبل من سلسلة الجبال التي تمتد إلى مدينة حيفا.
يعتبر سجن مدني يضم سجناء جنائيين إسرائيليين بالأساس، وهناك قسم خاص يشغل كمعتقل ومركز تحقيق للمخابرات الإسرائيلية في ملفات ومخالفات أمنية لسكان مناطق السلطة الوطنية الفلسطينية عامة وأهل الضفة الغربية بشكل خاص، وهناك عدد يسير من معتقلين أصولهم فلسطينية لكنهم يقطنون في دول عربية أو أجنبية.
إن غالبية المعتقلون الذين يتابعون في مركز تحقيق الجلمة هم من أهل الضفة الغربية بشكل عام ومن منطقة جنين وضواحيها ومنطقة طولكرم خاصة، ولا يخلوا الأمر من وجود معتقلين بأعداد لا يستهان بها من كافة مناطق الضفة الغربية مثل رام الله، نابلس، قلقيلية، بيت لحم، الخليل، وأريحا، وسلفيت، وذلك تقريبا بشكل أسبوعي
يعتبر السجن من السجون ذات الحجم المتوسط، حيث تقدر مساحته الكلية بحوالي 5 كيلو متر مربع وذلك حسب الجدران الخارجية للسجن، حيث تحيط به جدران إسمنتية عالية يصل ارتفاعها إلى أربعة أمتار ويعلوها أسلاك شائكة وكاميرات مراقبة تغطي السجن ومحيطه وله بوابة حديدية ضخمة.
كانت محاكم تمديد معتقلي الجلمة في بناية قريبة من سجن الجلمة، حيث كان يتم إخراج المعتقلين سيرا على بعد حوالي 50 متر للوصول إلى مقر المحكمة مكبلي الأرجل، يسيرون وطريقهم مليئة بالأعشاب والنباتات الشائكة، وكان ذلك سبب إعياء المعتقلين. اعترض المحامون على هذا الوضع، بناء على ذلك نقل مقر المحكمة إلى غرفة جديدة أنشأت ملاصقة لجدار السجن الخارجي ومحاذية للمدخل الرئيسي للسجن قبل حوالي ثلاث سنوات، وبذلك تعتبر المحكمة وكأنها خارج إطار سجن الجلمة إلا أن الدخول لقاعة المحكمة مرتبط بالبوابة المركزية لسجن الجلمة، حيث يخضع المحامي للتفتيش ويمنع من إدخال النقال معه إلى داخل قاعة المحكمة.
كانت بالسابق تتم جميع محاكم تمديد الاعتقال لمعتقلي الجلمة في محكمة الجلمة العسكرية، إلا أن تم الاعتراض على أن المحكمة تعطي فترات تمديد بحيث يؤتى بالمعتقل فقط باليوم الذي يتم به التمديد في محكمة الجلمة وهو يوم الثلاثاء من كل أسبوع، لكن بعد هذا الاعتراض والالتماسات لمحكمة عوفر العسكرية، وكذلك اعتراض المحامي على كل تمديد اعتقال تقريبا في محكمة الجلمة العسكرية يعطي القضاة فترات تمديد متفاوتة لذ لن يكون بالإمكان إحضار جميع المعتقلين يوم الثلاثاء الذي يلي يوم التمديد إلى محكمة الجلمة لذا يتم نقله إلى محكمة سالم العسكرية، لذلك هناك تغيير لوعي ذلك أن هناك كمية لا يستهان بها من المعتقلين تتم محاكم التمديد الخاصة بهم في محكمة سالم وذلك لان فترة التمديد التي تعطي للمعتقل لا تقع في يوم الثلاثاء أي تكون أقل من 8 أيام أو 15 يوم، ذلك ما يضطر المحققين إلى نقل المعتقلين إلى محكمة التمديد في سالم وبذلك يكون تمديدهم على يد محامي التمديدات من قبل النادي في محكمة سالم العسكرية المحامي رياض العارضة الذي نتواصل معه بالموضوع، وبذلك أيضا يتسنى للعائلات لقاء أو رؤية ذويهم في محكمة سالم حتى فترة التحقيق.
بالنسبة لعدد الغرف الخاصة بالقسم الأمني للمعتقلين الأمنيين فهي تقدر ب 30 زنزانة مابين زنزانة انفرادية تتسع لمعتقل واحد زنزالة تتسع لأكثر من معتقل، في بداية الاعتقال يوضع المعتقل في زنزانة انفرادية حتى لا يلتقي أو يرى أحد قبل التحقيق معه ولكي يشعر بأنه وحيد لا أحد يعرف عنه شيء، لكن بعد التحقيق معه يصبح بالإمكان جمعه مع معتقلين آخرين.
يقدر عدد المعتقلين الأمنيين الموجودين في سجن الجلمة حاليا بحوالي 35 معتقلا، إذ يصعب حصر الرقم وذلك لأن هناك معتقلين ينقلون لسجون أخرى، وآخرين ينقلون لمحكمة التمديد العسكرية في سالم، وآخرين ينقلون لمعتقلات بها عصافير لفترات يتم تحديدها عن طريق المخابرات، ولكن المعدل ما بين 30 إلى 40 معتقل.
يتكون المعتقل حسب المعتقلين من طابقين، الطابق السفلي زنازين الاعتقال والطابق العلوي زنازين لمعتقلين قد أنهوا التحقيق، وفي الطابق العلوي توجد أيضا غرف للتحقيق خاصة بالمخابرات والشرطة للحصول على إفادات المعتقلين.